# Spoorlijn Ouest-Ceinture - Chartres
De spoorlijn Ouest-Ceinture - Chartres is een deels opgebroken, deels nooit aangelegde Franse spoorlijn van Parijs naar Chartres. De volledige lijn zou 73,8 km lang zijn en heeft als lijnnummer 553 000.

## Geschiedenis
De lijn werd aangelegd als laatste schakel van de door de Administration des chemins de fer de l'État aangelegde spoorlijn tussen Parijs en Bordeaux, via Chartres, Saumur, Niort en Saintes. Omdat de bouw van een nieuw station in Parijs veel te duur werd geacht, werd uiteindelijk een overeenkomst bereikt met de Compagnie des chemins de fer de l'Ouest om station Paris-Montparnasse te gebruiken als eindpunt van de lijn. 
De werkzaamheden aan de lijn naar Chartres begonnen in 1907. Maar in 1909 werd de Compagnie des chemins de fer de l'Ouest, eigenaar van de bestaande lijn Parijs - Chartres uitgekocht door de staat, waardoor de nieuwe lijn Parijs - Chartres niet langer nodig was voor hoofdlijndiensten. Desondanks werden de werkzaamheden voortgezet. Het eerste deel tussen Chartres en Gallardon werd voltooid in 1913. Na vertragingen als gevolg van de Eerste Wereldoorlog werd de bouw (langzaam) hervat en na verschillende fasen bereikte de lijn uiteindelijk Massy in 1930 en werd het baanvak Massy - Chartres geopend met een lokale dienst. Tussen Parijs en Massy werd alleen het traject tussen Ouest-Ceinture en Montrouge-Châtillon aangelegd. Het werd nooit opengesteld voor commerciële diensten en werd alleen gebruikt als dienstspoor tussen Paris-Montparnasse en de remise Montrouge-Châtillon.
Passagiersdiensten werden in 1939-1940 gestaakt en het traject Massy - Gallardon, beschadigd tijdens de Tweede Wereldoorlog, werd in 1953 buiten dienst gesteld en vervolgens opgebroken. Het gedeelte tussen Gallardon en Coltainville bleef in dienst tot 2000 voor goederenvervoer en tussen Coltainville en Chartres tot 2007.
Het tracé tussen Paris-Montaparnasse en Massy is nu grotendeels in gebruik voor de hogesnelheidslijn Paris-Montparnasse - Monts. Op het gedeelte ten zuiden van Massy is deels de A10 aangelegd.

## Aansluitingen
In de volgende plaatsen is er een aansluiting op de volgende spoorlijnen:
Ouest-Ceinture
RFN 420 000, spoorlijn tussen Paris-Montparnasse en Brest
RFN 431 000, spoorlijn tussen Paris-Montparnasse en Monts
Massy-Palaiseau
RFN 552 000, spoorlijn tussen Paris-Luxembourg en Limours
RFN 990 000, Grande ceinture van Parijs
Gallardon-Pont
RFN 554 000, spoorlijn tussen Auneau-Ville en Dreux
Chartres
RFN 409 000, spoorlijn tussen Chartres en Dreux
RFN 420 000, spoorlijn tussen Paris-Montparnasse en Brest
RFN 500 000, spoorlijn tussen Chartres en Bordeaux-Saint-Jean
RFN 556 000, spoorlijn tussen Chartres en Orléans
RFN 556 606, stamlijn Chartres-Lucé

## Galerij

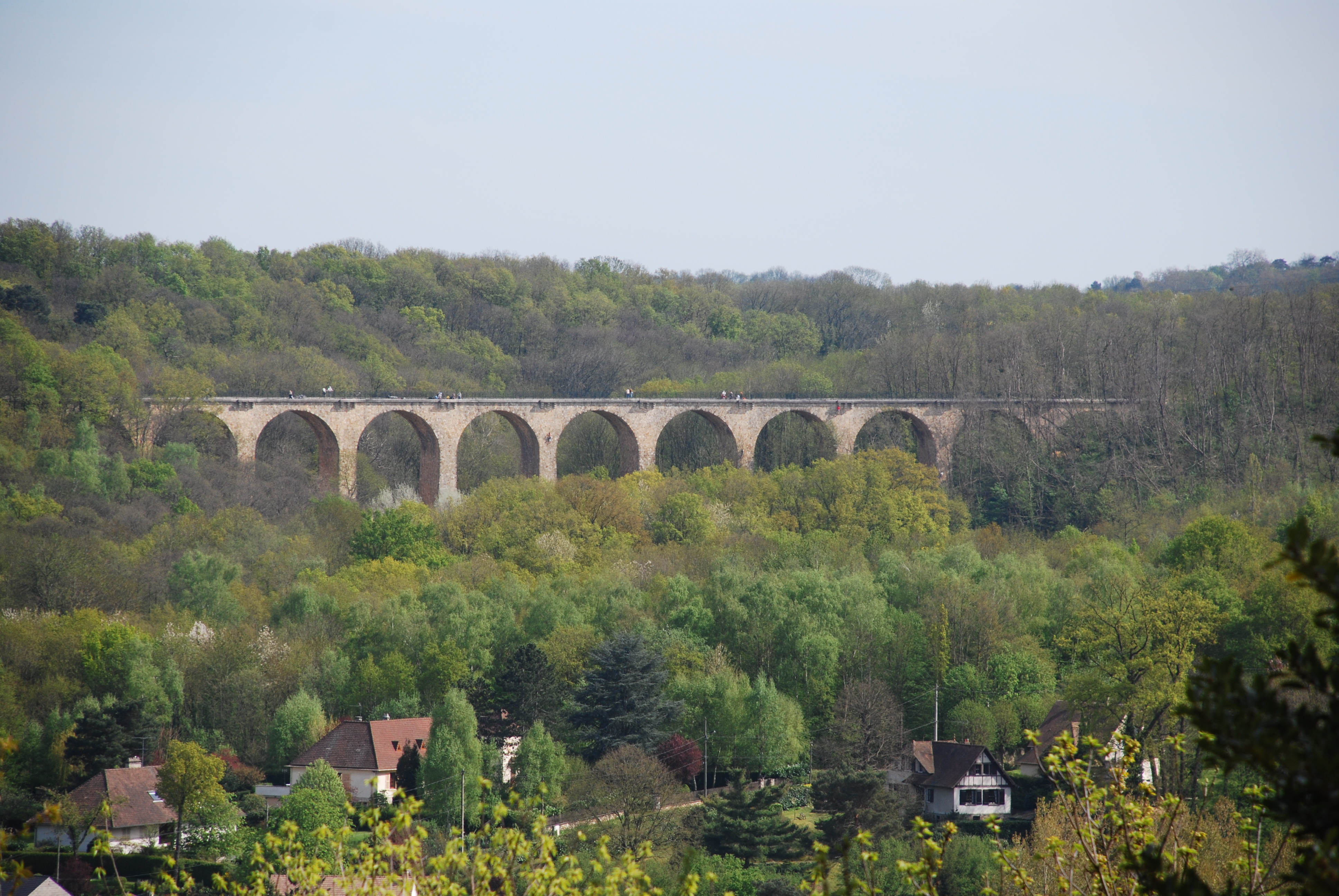
Viaduct van Fauvettes
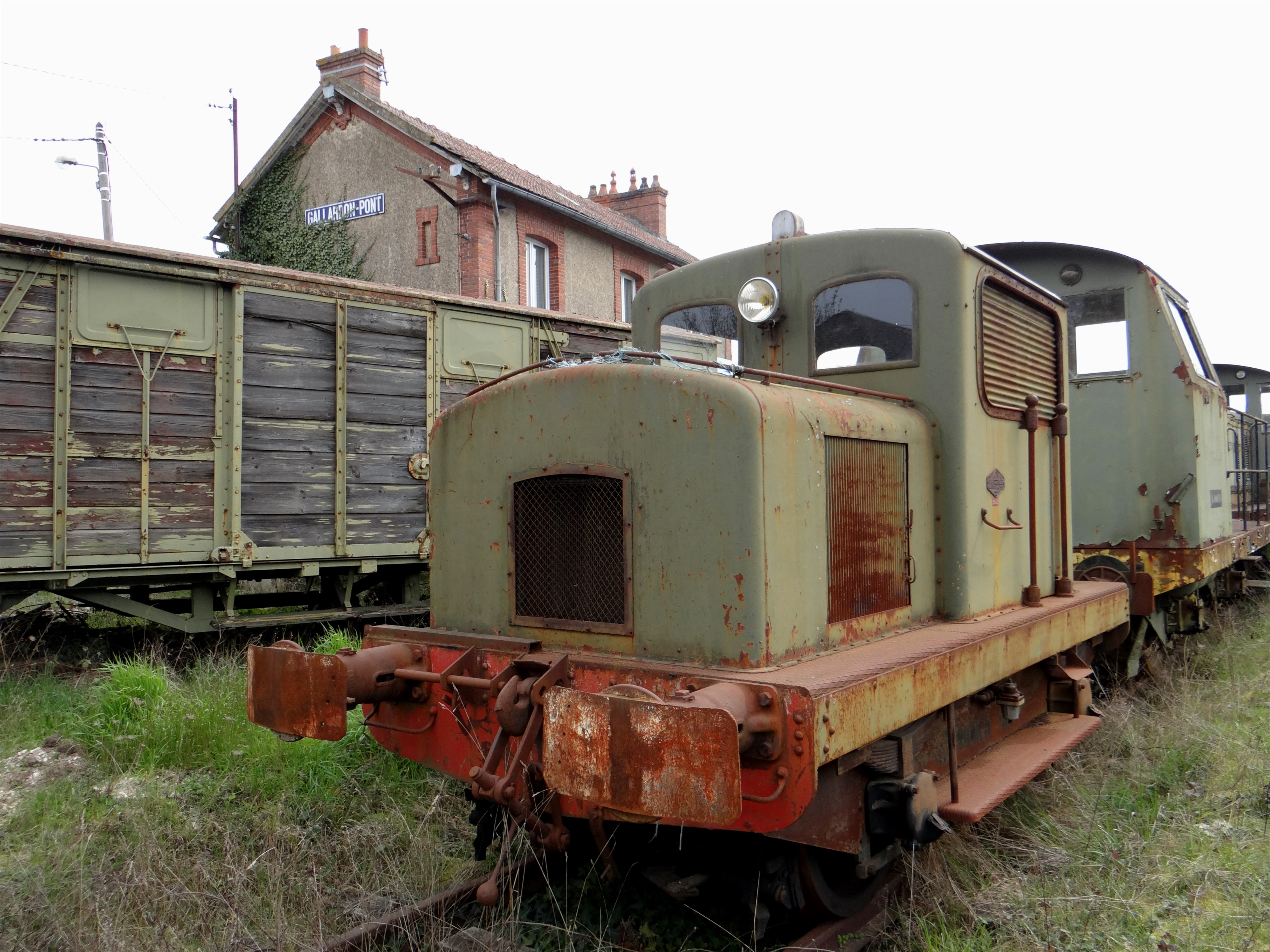
Station Gallardon-Pont
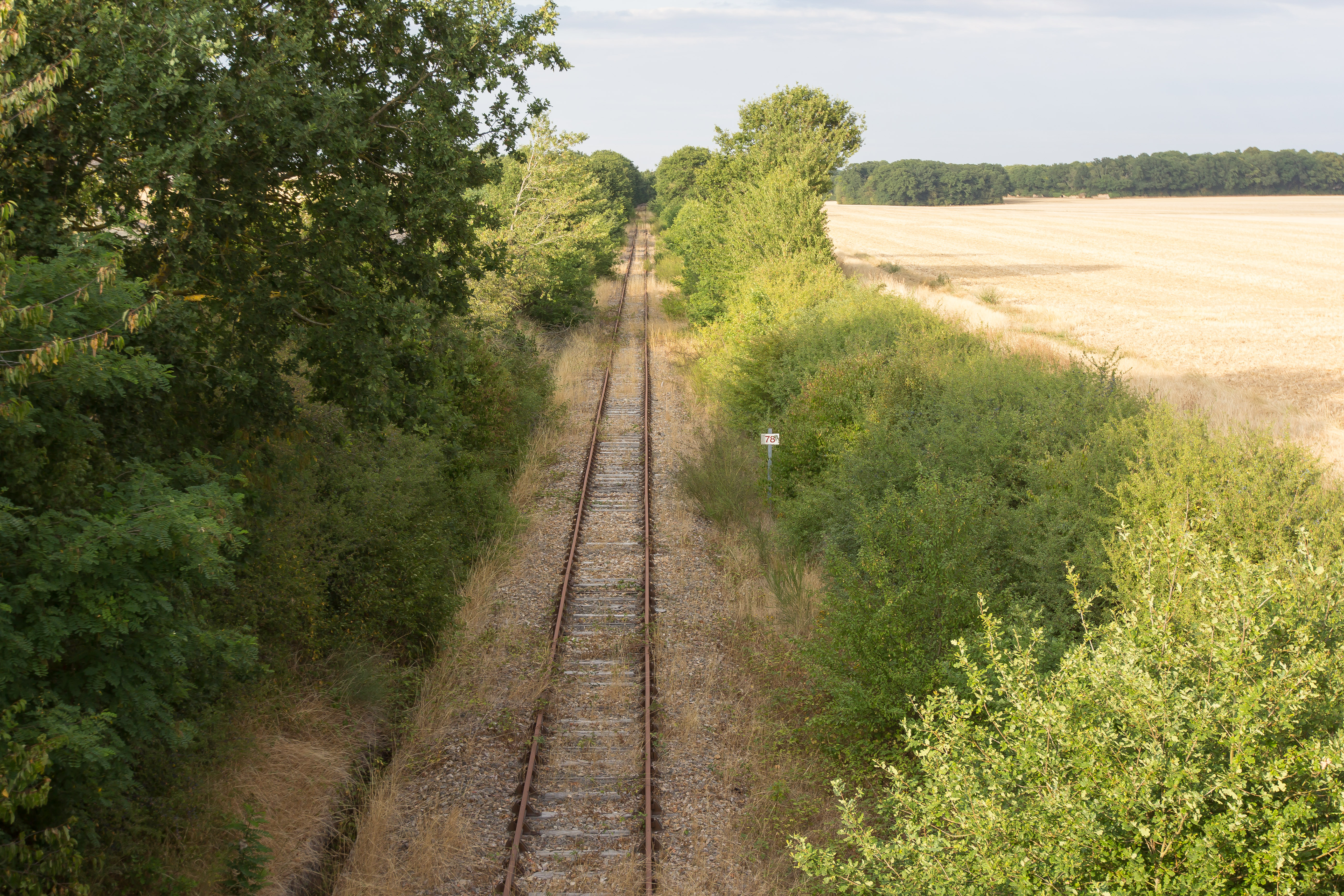
De lijn bij Gasville
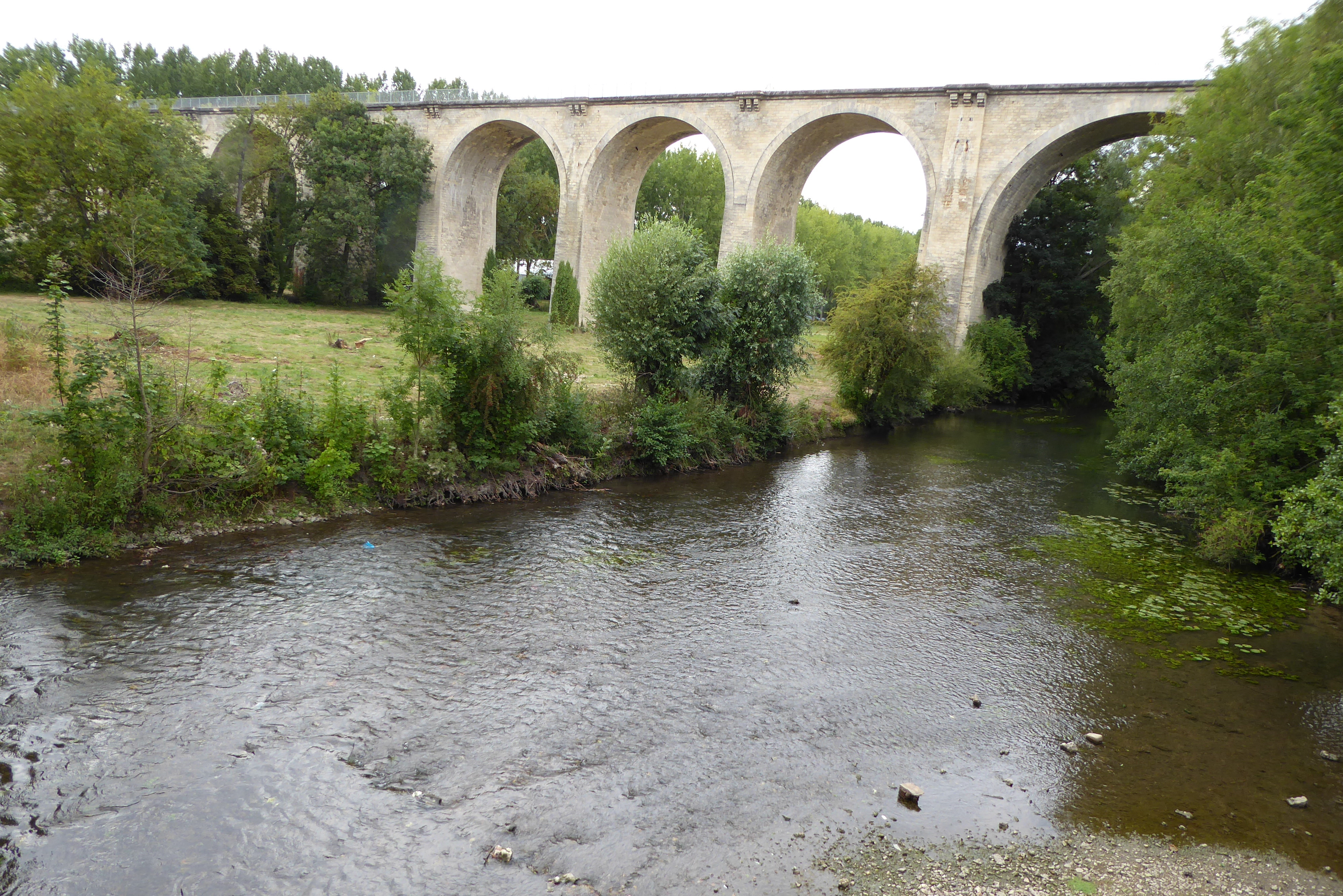
Viaduct over de Eure bij Chartres
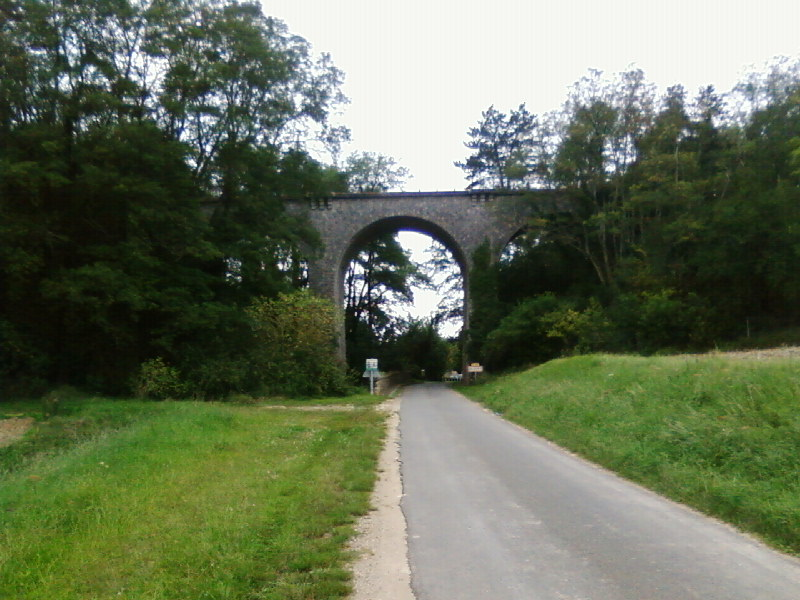
Viaduct van Bleury